# Parafia św. Andrzeja Apostoła w Szprotawie
Parafia św. Andrzeja Apostoła w Szprotawie – rzymskokatolicka parafia, położona w dekanacie Szprotawa, diecezji zielonogórsko-gorzowskiej, metropolii szczecińsko-kamieńskiej w Polsce, erygowana 24 czerwca 1980 roku.